# Louisville (Géorgie)
Pour les articles homonymes, voir Louisville.
Louisville est une localité et le siège du comté de Jefferson, en Géorgie aux États-Unis. Sa population était de 2 712 habitants lors du recensement de 2000. Elle est située au sud-ouest d'Augusta, sur l'Ogeechee. Louisville fut la capitale de la Géorgie de 1796 à 1807.
Louisville a été nommée en l'honneur de Louis XVI, alors encore Roi de France, dont les soldats soutinrent les Américains contre la Grande-Bretagne durant la Guerre d'indépendance des États-Unis d'Amérique.

## Démographie
| 1810 | 1820 | 1870 | 1880 | 1890 | 1900  |
| ---- | ---- | ---- | ---- | ---- | ----- |
| 524  | 694  | 356  | 575  | 836  | 1 009 |

| 1910  | 1920  | 1930  | 1940  | 1950  | 1960  |
| ----- | ----- | ----- | ----- | ----- | ----- |
| 1 039 | 1 040 | 1 650 | 1 803 | 2 231 | 2 413 |

| 1970  | 1980  | 1990  | 2000  | 2010  | - |
| ----- | ----- | ----- | ----- | ----- | - |
| 2 691 | 2 823 | 2 429 | 2 712 | 2 493 | - |

## Sources
- Yulssus Lynn Holmes, Those glorious days : a history of Louisville as Georgia's capital, 1796-1807, Macon, Ga. : Mercer University Press, 1996.  (ISBN 9780865545274)
- « Louisville city, Georgia », Bureau du recensement des États-Unis